# Claude Roize
Claude Roize (Tolone, 13 novembre 1768 – Ollioules, 25 novembre 1847) è stato un generale francese. Fu attivo durante le guerre rivoluzionarie francesi e durante le guerre napoleoniche.

## Biografia

### Dai primi anni alla Rivoluzione francese
Nacque nel 1768 a Tolone. Si unì all'esercito francese da giovane, arruolandosi nell'accademia militare della marina francese da volontario nel 1782. Per i successivi dieci anni prestò servizio in mare. Cambiò numerosi vascelli durante questo periodo e, a più riprese, viaggiò nel Levante, in Canada, a Saint-Pierre e Miquelon, nel Baltico, nel New England e Santo Domingo. Nel 1786 fu promosso a pilota e 5 anni dopo a capo della timoniera. Nel 1792 si congedò dalla marina.
Nel 1797 si arruolò come capitano all'interno dello stato maggiore della Repubblica Cisalpina. L'anno seguente prese parte all'invasione dello Stato Pontificio e alla formazione della Repubblica Romana. Rimase al servizio di quest'ultima repubblica, comandando un reggimento di dragoni nel 1799 e venne promosso a generale di brigata dallo stato romano. La promozione fu riconosciuta anche dal governo francese nel 1801. In questo lasso di tempo, fece domanda per essere trasferito nell'Armata d'Italia o nell'Armata d'Oriente, dove combattevano alcuni dei suoi fratelli. Il 14 giugno 1804 venne insignito del titolo di Commendatore della Legion d'Onore.

### Il servizio sotto l'Impero

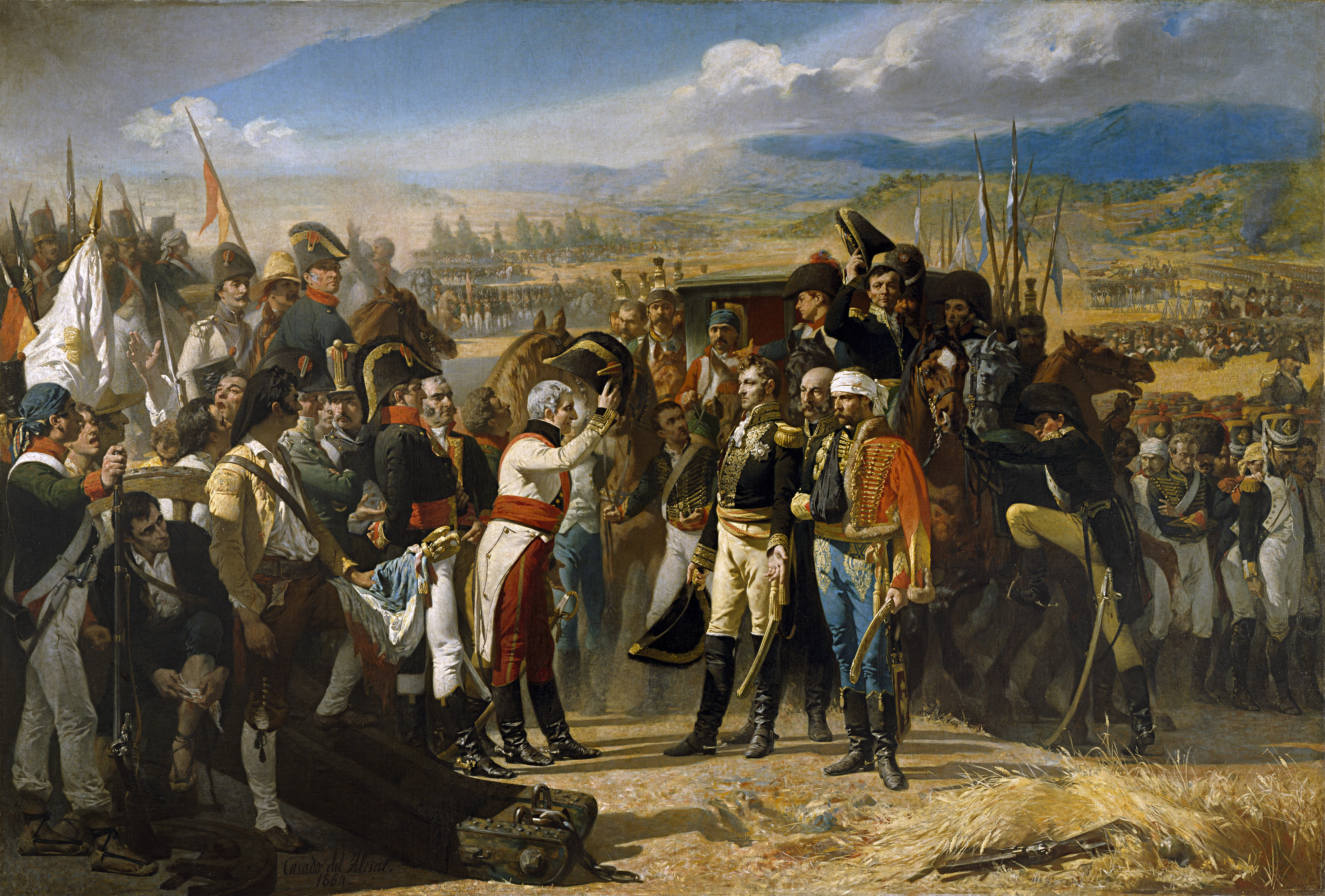
La resa di Bailén

Con lo scoppio della guerra della Terza coalizione, venne impiegato nel corpo d'armata di riserva presso Magonza. Trasferito due mesi dopo nell'Armata del Nord, rimase in Germania nel 1806 e prese parte alla guerra della Quarta coalizione, durante la quale assunse il comando di Lençzye e poi di un sobborgo di Varsavia nel 1807.
Nel 1808, sotto il generale Dupont, si unì al Corpo di Osservazione della Gironda e prese parte all'invasione della Spagna. Combatté gli spagnoli insorti nella Val de Penas ma venne poi sconfitto e fatto prigioniero a Bailén il 22 luglio 1808. Imbarcato a Cadice, tornò in Francia via mare, approdando a Tolone. Nel 1809 venne integrato nella divisione Barbou dell'Armata d'Italia e con essa prese parte alla guerra della Quinta coalizione. In seguito, vennero riservati lui numerosi posti di comando tra Italia e Germania, come ad esempio il comando del dipartimento del Rubicone, tenuto tra il 1810 ed il 1813. In questo stesso periodo fu nominato Barone dell'Impero.
Nell'aprile 1813 venne assegnato alle Province Illiriche e durante la guerra della Sesta coalizione, fu il responsabile della difesa della città di Zara. Quando la città venne posta d'assedio dalle forze anglo-austriache, resistette per diversi mesi prima di arrendersi il 5 dicembre ed essere fatto prigioniero di guerra. Rimpatriato assieme alla sua guarnigione, prese comando del dipartimento del Tarn il 16 maggio 1814. Nell'agosto dello stesso anno venne insignito del titolo di Cavaliere dell'Ordine di San Luigi. Durante i Cento giorni, fu aggregato all'esercito della Loira ma, in seguito alla sconfitta di Bonaparte, venne posto in stato di inattività. Venne ammesso al pensionamento il 16 febbraio 1827. Morì a Ollioules nel 1847.